# Benoistia
Benoistia é um género botânico pertencente à família Euphorbiaceae.

## Espécies
- Benoistia orientalis
- Benoistia perrieri
- Benoistia sambiranensis

## Nome e referências
Benoistia H.Perrier & Leandri